# Giulio de Vita
Giulio de Vita (ur. 7 grudnia 1971) – włoski autor komiksów.
Swą karierę rozpoczął pod koniec lat osiemdziesiątych jako autor komiksu Lazarus Ledd.